# サミー・カーン

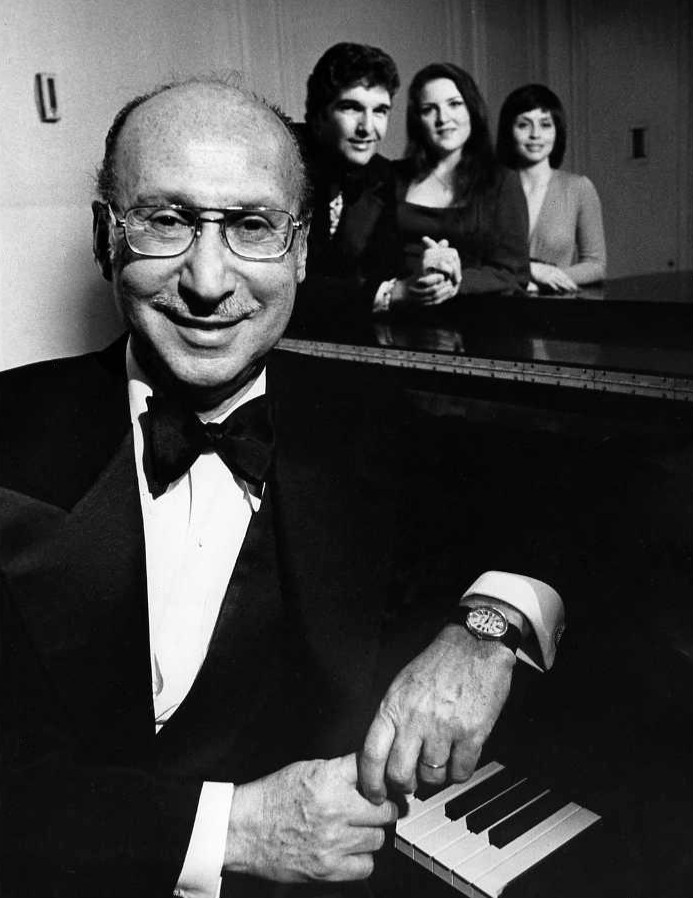
サミー・カーンとブロードウェイの役者たち

サミー・カーン（Sammy Cahn、1913年6月18日 - 1993年1月15日）は、アメリカ合衆国の作詞家。ニューヨーク州ニューヨーク出身。

## 主な楽曲
カーンは多くの楽曲の作詞を手がけた:
アカデミー歌曲賞受賞曲
- 1954年 – 第27回アカデミー賞『愛の泉』より「Three Coins in the Fountain」ジューリー・スタイン作曲、フランク・シナトラ演奏
- 1957年 – 第29回アカデミー賞『抱擁』より「All the Way」ジミー・ヴァン・ヒューゼン作曲、フランク・シナトラ演奏
- 1959年 – 第31回アカデミー賞『波も涙も暖かい』より「High Hopes」ジミー・ヴァン・ヒューゼン作曲、フランク・シナトラ、エディ・ホッジス演奏
- 1963年 – 第35回アカデミー賞『パパは王様』より「Call Me Irresponsible」ジミー・ヴァン・ヒューゼン作曲、ジャッキー・グリーソン演奏

アカデミー賞歌曲賞ノミネート曲
- 1942年 – 第15回アカデミー賞『Youth on Parade』より「I've Heard That Song Before」ジューリー・スタイン作曲、マーサ・オドリスコル(マーガレット・ホワイティング吹替)演奏
- 1944年 – 第17回アカデミー賞『Follow the Boys』より「I'll Walk Alone」ジューリー・スタイン作曲、ダイナ・ショア演奏[1]
- 1945年 – 第18回アカデミー賞『今宵よ永遠に（英語版）』より「Anywhere」ジューリー・スタイン作曲
- 1945年 – 第18回アカデミー賞『錨を上げて』より「I Fall in Love Too Easily」ジューリー・スタイン作曲、フランク・シナトラ演奏
- 1948年 – 第21回アカデミー賞『洋上のロマンス』より「It's Magic」ジューリー・スタイン作曲、ドリス・デイ演奏
- 1949年 – 第22回アカデミー賞『It's a Great Feeling』より「It's a Great Feeling」ジューリー・スタイン作曲、ドリス・デイ演奏
- 1950年 – 第23回アカデミー賞『ニューオリンズの美女（英語版）』より「Be My Love」ニコラス・ブロドスキー作曲、マリオ・ランツァ、キャスリン・グレイソン演奏
- 1951年 – 第24回アカデミー賞『Rich, Young and Pretty』より「Wonder Why」ニコラス・ブロドスキー作曲、ジェーン・パウエル、ヴィック・ダモーン演奏
- 1952年 – 第25回アカデミー賞『Because You're Mine』より「Because You're Mine』ニコラス・ブロドスキー作曲、マリオ・ランツァ演奏
- 1955年 – 第28回アカデミー賞『情欲の悪魔』より「I'll Never Stop Loving You」ニコラス・ブロドスキー作曲、ドリス・デイ演奏
- 1955年 – 第28回アカデミー賞『The Tender Trap』より「(Love Is) The Tender Trap」ジミー・ヴァン・ヒューゼン作曲、フランク・シナトラ演奏
- 1956年 – 第29回アカデミー賞『風と共に散る』より「Written on the Wind」ヴィクター・ヤング作曲
- 1958年 – 第31回アカデミー賞『走り来る人々』より「To Love and Be Loved」ジミー・ヴァン・ヒューゼン作曲
- 1959年 – 第32回アカデミー賞『大都会の女たち（英語版）』より「The Best of Everything」アルフレッド・ニューマン作曲
- 1960年 – 第33回アカデミー賞『High Time』より「The Second Time Around」ジミー・ヴァン・ヒューゼン作曲、ビング・クロスビー、ヘンリー・マンシーニ演奏
- 1960年 – 第33回アカデミー賞『オーシャンと十一人の仲間』より「Ain't That a Kick in the Head?」ジミー・ヴァン・ヒューゼン作曲、レッド・ノーヴォ演奏
- 1961年 – 第34回アカデミー賞『ポケット一杯の幸福』より「Pocketful of Miracles」ジミー・ヴァン・ヒューゼン作曲
- 1964年 – 第37回アカデミー賞『愛よいずこへ（英語版）』より「Where Love Has Gone」ジミー・ヴァン・ヒューゼン作曲 (ゴールデングローブ賞にもノミネート)
- 1964年 – 第37回アカデミー賞『七人の愚連隊』より「My Kind of Town」ジミー・ヴァン・ヒューゼン作曲、フランク・シナトラ演奏
- 1967年 – 第40回アカデミー賞『モダン・ミリー』より「Thoroughly Modern Millie」ジミー・ヴァン・ヒューゼン作曲 (ゴールデングローブ賞にもノミネート)
- 1968年 – 第41回アカデミー賞『スター!』より「Star」ジミー・ヴァン・ヒューゼン作曲
- 1973年 – 第46回アカデミー賞『ウィークエンド・ラブ』より「All That Love Went to Waste」ジョージ・バリー作曲 (ゴールデングローブ賞にもノミネート)
- 1975年 – 第48回アカデミー賞『キャッシュ (1974年の映画)（英語版）』より「Now That We're In Love」ジョージ・バリー作曲

代表曲(アルファベット順)
- 「All My Tomorrows」 (with ジミー・ヴァン・ヒューゼン)
- 「素敵なあなた Bei mir bist du schoen」 (英語版 with ソール・チャップリン) (ショロム・セクンダ作曲)
- 1958年、『ある微笑（英語版）』より「A Certain Smile」(with ポール・フランシス・ウエブスター)
- 「Christmas Is For Children」 (with ゲイリー・ブルース)
- 1954年、「The Christmas Waltz」 (with ジュール・スタイン)
- 1959年、『Come Dance with Me!』より「Come Dance with Me」 (with ジミー・ヴァン・ヒューゼン)
- 1958年、『カム・フライ・ウィズ・ミー』より「Come Fly with Me」 (with ジミー・ヴァン・ヒューゼン)
- 1945年、「Day by Day」 (with ポール・ウエストン、アクセル・ストドール)
- 1953年、『ピーター・パン』より「フック船長はエレガント The Elegant Captain Hook」
- 1946年、『Sweetheart of Sigma Chi』より「Five Minutes More」 (with ジュール・スタイン)
- 1962年、『西部開拓史』より「Home in the Meadow」 グリーンスリーブスの歌詞を引用
- 1944年、『Glad To See You』より「アイ・ゲス・アイル・ハング・マイ・ティアーズ・アウト・トゥ・ドライ I Guess I'll Hang My Tears Out to Dry」 (with ジュール・スタイン)
- 1955年、『情熱の悪魔』より「I'll Never Stop Loving You」 (with ニコラス・ブロドスキー)
- 1945年、『Thrill of a Romance』より「I Should Care」 (with ポール・ウエストン、アクセル・ストドール)
- 「I Still Get Jealous」 (with ジュール・スタイン)
- 1945年、「イッツ・ビーン・ア・ロング・ロング・タイム It's Been a Long, Long Time」 (with ジュール・スタイン)
- 1945年、「Let It Snow, Let It Snow, Let It Snow」 (with ジュール・スタイン)
- 「Let Me Try Again」 (with ポール・アンカ、カラベリ)
- 「Look to Your Heart」 (with ジミー・ヴァン・ヒューゼン)
- 1964年、「Only Trust Your Heart」 (with ベニー・カーター)
- 1955年、『Our Town』より「Love and Marriage」 (with ジミー・ヴァン・ヒューゼン)
- 「Mr. Booze」 (with ジミー・ヴァン・ヒューゼン)
- 「Papa, Won't You Dance with Me」 (with ジュール・スタイン)
- 1938年、「Please Be Kind」 (with ソール・チャップリン)
- 「Rhythm Is Our Business」 (with ソール・チャップリン)
- 1944年、「サタデイ・ナイト Saturday Night (Is the Loneliest Night of the Week)」 (with ジュール・スタイン)
- 1953年、『ピーター・パン』より「右から2番目の星 Second Star to the Right」 (with サミー・フェイン)
- 1953年、「Teach Me Tonight」 (with ジーン・ド・ポール)
- 1946年、「The Things We Did Last Summer」 (with ジュール・スタイン)
- 1959年、『ひとこと言って（英語版）』より「The Secret of Christmas」 (with ジミー・ヴァン・ヒューゼン)
- 1947年、『下町天国（英語版）』より「タイム・アフター・タイム Time After Time」 (with ジュール・スタイン)
- 1936年、「Until the Real Thing Comes Along」 (with ソール・チャップリン、アルバータ・ニコルス、マン・ホリナー、EFフリーマン)
- 1953年、『ピーターパン』より「You're a Lucky Guy」 (with ソール・チャップリン)
- 1953年、『ピーターパン』より「きみも飛べるよ! You Can Fly! You Can Fly! You Can Fly!」 (with サミー・フェイン)
- 1953年、『ピーターパン』より「あなたと私のママ Your Mother and Mine」(with サミー・フェイン)

他に、1972年のアニメ・ミュージカル映画『Journey Back to Oz』(ジミー・ヴァン・ヒューゼン作曲)の作詞、1982年のアニメ映画『オズの魔法使い』(久石譲作曲)の英語版の作詞を手がけた。